# Centre de Recuperació i d'Investigacions Submarines
El Centre de Recuperació i d'Investigacions Submarines (CRIS) és un club esportiu dedicat a l'escafandrisme, el salvament i recuperacions submarines i altres activitats subaquàtiques. Va ser fundat el 26 d'abril de l'any 1954 a Barcelona per Climent Vidal Solá que en va ser el primer president. El CRIS va ser el primer club d'escafandrisme de Catalunya, pioner en tot el que té relació amb aquest esport i durant molt de temps l'únic estament civil que realitzava tota mena de tasques humanitàries com si es tractés d'una ONG actual.